# Syragult
Syragult är en azofärg betecknad med E-nummer 105. Den användes som ett färgämne i mat. Den är numera förbjuden att använda i mat och drycker i Europa och USA då toxikologiska studier har bevisat att den är skadlig.